# Полуехтовы
Полуехтовы (Полуектовы) — древний дворянский род.
Однородцами являются дворяне: Бутурлины, Рожновы, Мусины-Пушкины, Кологривовы, Бобрищевы-Пушкины, Пушкины, Неклюдовы, Мятляевы, Замыцкие, Каменские.

## Происхождение и история рода
Фамилия Полуехтовых берет свое начало от выехавшего к великому князю Александру Невскому из Седмиградской земли "мужа честна" именем Радши, который имел праправнука Полуехта Ивановича. Его дед Гавриил Алексеевич - боярин при Святом Александре Невском и прославился в знаменитой Невской битве (15 июля 1240).
Род происходит, по-видимому, от любимого дьяка великого князя Иоанна III, Алексея Полуектовича. Андрей Алексеевич Полуехтов, сын боярский, сопровождал в Литву Елену Иоанновну, дочь Иоанна III, невесту литовского великого князя Александра (1495).
Опричниками Ивана Грозного числились: Богдан Фёдорович, Иван, Первушка Полуехтовы (1573).
Иван Леонтьевич Полуехтов ездил при посольстве в Данию (1647), брат его Яков Леонтьевич заведовал постройкой кораблей в с. Дединове (1667), строитель первого отечественного парусного корабля «Орёл». Владимир Иванович Полуехтов был стольником и стрелецким полковником (1683). Правнук последнего, Борис Владимирович (1778—1843), с отличием служил в Отечественную войну. Этот род Полуехтовых внесён в VI и II ч. родословных книг Московской и Калужской губерний. Герб рода Полуехтовых внесен в Часть 2 Общего гербовника дворянских родов Всероссийской империи, стр. 30).
Другой род Полуехтовых происходит от полковника рейтарского строя Ивана Ильича Полуехтова (1668) и внесён в VI часть родословной книги Смоленской губерний.

## Описание герба
В щите разделённом крестообразно на четыре части, по средине находится малый серебряный щиток, в котором изображён Лев натурального цвета стоящий на задних лапах с загнутым хвостом, и над ним в верхней части, в золотом поле, дворянская Корона. Во второй и третьей частях, в голубом поле, по сторонам щитка видны, серебряная восьмиугольная Звезда и под ней Луна золотая рогами вверх обращённая (польский герб Лелива) и выходящий на левую сторону до половины чёрный Орёл. В нижней части, в золотом поле, положены крестообразно две Шпаги (изм. польский герб Пелец). Щит увенчан обыкновенным дворянским шлемом с дворянской на нём Короной и тремя Страусовыми перьями. Намёт на щите голубой подложенный золотом.

## Известные представители
- Полуехтов Леонтий Яковлевич — дьяк (1629—1640), воевода в Тобольске (1632—1635) († 1642).
- Полуехтов Леонтий — воевода в Казани (1636—1638).
- Полуехтов Иван Леонтьевич — письменный голова, воевода в Тобольске (1652—1657) (два раза).
- Полуехтов Матвей Андреевич — воевода в Тюмени (1655—1656).
- Полуехтов Дмитрий Ильин — московский дворянин (1662).
- Полуехтовы: Яков Леонтьевич и Иван Ильин — московские дворяне (1671—1677).
- Полуехтов Владимир Иванович — стряпчий (1676), стольник (1676—1686).
- Полуехтов Иван Иванович — стольник (1680—1692).
- Полуехтов Михаил Иванович — стряпчий (1682—1692).
- Полуехтов Кирилл Семёнович — стряпчий (1683—1692), стольник (1694).
- Полуехтов Никита Иванович — «стольник и полковник» (1676—1692), воевода в Царицыне (1685).
- Полуехтов Никита Иванович — стряпчий (1679).
- Полуехтов Семён Яковлевич — московский дворянин (1671).
- Полуехтов (без И,О,) — воевода в Калуге (1685).
- Полуехтов Дмитрий Иванович — стряпчий (1676), стольник (1680—1692), воевода в Тюмени (1689—1690).
- Полуехтов Василий Иванович — воевода в Тюмени (1690).
- Полуехтов Григорий Никитич — стольник царицы Евдокии Фёдоровны (1692).
- Полуехтов Игнатий Петрович — московский дворянин (1692)[4][5].